# Abschaltwinkel
Der sogenannte Abschaltwinkel oder auch Höhenmaskenwinkel (engl. cut-off angle oder auch elevation mask angle) ist bei globalen Navigationssatellitensystemen der kleinste Höhenwinkel, unter dem der Empfänger Satellitensignale noch auswertet. Dieser kann je nach Gerät auch zur Verbesserung der Signalqualität manuell verändert werden, wenn Hindernisse ein Satellitensignal, das aus niedrigem Höhenwinkel ankommt, reflektieren oder auch verschatten.